# XLVII edició dels Premis Ariel
La LXVII edició dels Premis Ariel, organitzada per l'Acadèmia Mexicana d'Arts i Ciències Cinematogràfiques (AMACC), es va celebrar el 29 de març de 2005 al Palau de Belles Arts de Ciutat de Mèxic per celebrar el millor del cinema durant l'any anterior. Durant la cerimònia, l’AMACC va lliurar el premi Ariel a 26 categories en honor de les pel·lícules estrenades el 2004.
La gran triomfadora fou Temporada de patos, que va guanyar onze premis de les dotze nominacions que tenia, incloses les de millor pel·lícula, direcció, actor, actriu, argument original, fotografia, edició, disseny artístic, so i banda sonora. La pel·lícula espanyola Te doy mis ojos fou nominada en la categoria de millor pel·lícula iberoamericana, però finalment no va rebre el premi.

## Premis i nominacions
Nota: Els guanyadors estan llistats primer i destacats en negreta. ⭐
| Millor pel·lícula - Temporada de patos ⭐ - Manos Libres (Nadie te habla) - Voces inocentes | Millor direcció - Fernando Eimbcke – Temporada de patos ⭐ - José Buil – Manos Libres (Nadie te habla) - Luis Mandoki – Voces inocentes                                                     |
| Millor actor - Enrique Arreola – Temporada de patos ⭐ - Silverio Palacios – Cero y van cuatro - Alejandro Calvo – Manos libres | Millor actriu - Danny Perea – Temporada de patos ⭐ - Vanessa Bauche – Digna...hasta el último aliento - Ana Paula Corpus – Manos Libres (Nadie te habla) - Leonor Varela – Voces inocentes |
| Millor coactuació masculina - Carlos Cobos – Conejo en la luna ⭐ - Joaquín Cosio – Matando Cabos - Raúl Méndez – Matando Cabos | Millor coactuació femenina - Ofelia Medina – Voces inocentes ⭐ - Yuriria del Valle – Manos Libres (Nadie te habla) - Paloma Woolrich – Santos peregrinos                                   |
| Millor argument original - Fernando Eimbcke, Paula Markovitch – Temporada de patos ⭐ - Iván Ávila Dueñas – Adán y Eva (Todavía) - Jorge Ramírez Suárez – Conejos en la luna - José Buil – Manos Libres (Nadie te habla)               | Millor guió adaptat - Iván Lipkies, Ivette Lipkies, María Elena Velasco – Huapango ⭐ |
| Millor fotografia - Temporada de patos – Alexis Zabé ⭐ - Adán y Eva (Todavía) – Ciro Cabello, Alejandro Cantú - Voces inocentes – Juan Ruiz Anchía                                                                                    | Millor edició - Temporada de patos – Mariana Rodríguez ⭐ - Matando Cabos – Alberto de Toro - Voces inocentes – Aleshka Ferrero                                                             |
| Millor disseny artístic - Temporada de patos – Diana Quiroz, Luisa Guala ⭐ - Adán y Eva (Todavía) – Ivonne Fuentes - Voces inocentes – Antonio Muñohierro, Luisa Guala                                                                | Millor banda sonora - Temporada de patos – Alejandro Rosso, Liquits ⭐ - Adán y Eva (Todavía) – Rosino Serrano - Conejos en la luna – Eduardo Gamboa                                        |
| Millor so - Temporada de patos – Antonio Diego, Lena Esquenazi, Miguel Hernández Montero ⭐ - Manos Libres (Nadie te habla) – Carlos Aguilar Zafra, Ernesto Gaytán - Voces inocentes – Fernando Cámara, Jaime Baksht, Martín Hernández | Millor vestuari - Adán y Eva (Todavía) – Junior Paulino, Lourdes del Valle ⭐ - Manos Libres (Nadie te habla) – Alejandra Dorantes - Temporada de patos – Lissi de la Concha                |
| Millor maquillatge - Voces inocentes – David Ruiz Gameros ⭐ - Adán y Eva (Todavía) – Maripaz Robles - Matando Cabos – Carlos Sánchez Serrano, Carmen de la Torre, Roberto Ortiz Ramos                                                 | Millors efectes especials - Voces inocentes – Jesús Durán ⭐ - Manos Libres (Nadie te habla) – Luis Edgar Lezama Hernández - Matando Cabos – Alejandro Vázquez, Luis Edgar Lezama Hernández |
| Millor opera prima - Temporada de patos – Fernando Eimbcke ⭐ - Adán y Eva (Todavía) – Iván Ávila Dueñas - Santos peregrinos – Juan Carlos Carrasco                                                                                    | Millor opera prima documental - Trópico de cáncer – Eugenio Polgovsky ⭐ - Milagros concedidos – Luciana Kaplan, Andrea Álvarez - Relatos desde el encierro – Guadalupe Miranda             |
| Millor pel·lícula iberoamericana - Whisky – Juan Pablo Rebella i Pablo Stoll ⭐ - Machuca – Andrés Wood - Te doy mis ojos – Icíar Bollaín                                                                                              | Millor llargmetratge documental - Digna...hasta el último aliento – Felipe Cazals ⭐ - Los niños de Morelia – Juan Pablo Villaseñor - Trópico de cáncer – Eugenio Polgovsky                 |
| Millor curtmetratge d’animació - De raíz – Carlos Carrera ⭐ - La guerra – Rubén Silva - La historia de todos – Blanca Aguerre | Millor curtmetratge de ficció - Un viaje – Gabriela Monroy ⭐ - El otro sueño americano – Enrique Arroyo - La nao de China – Patricia Arriaga-Jordán                                        |
| Millor curtmetratge documental - Soy – Lucía Gajá ⭐ - El blues de Paganini – Yordi Capo, David Villalvazo - La vida no vale nada – Eduardo Gonzalez Ibarra - Tierra caliente... Se mueren los que la mueven – Francisco Vargas        | Ariel d'or - Carmen Montejo ⭐ - Julio Pliego ⭐ |
| Medalla Salvador Toscano - Alex Phillips Jr. ⭐ | |